# Summer World University Games 2025/Teilnehmer (Kasachstan)
| Gelbes Symbol für Goldmedaillen mit stilisierten Olympischen Ringen | Graues Symbol für Silbermedaillen mit stilisierten Olympischen Ringen | Braundes Symbol für Bronzemedaillen mit stilisierten Olympischen Ringen |
| ------------------------------------------------------------------- | --------------------------------------------------------------------- | ----------------------------------------------------------------------- |
| 1                                                                   | —                                                                     | 10                                                                      |

Kasachstan nahm an den Summer World University Games 2025 vom 16. bis zum 27. Juli mit 77 Athleten (45 Männer und 32 Frauen) teil.

## Medaillen

### Medaillenspiegel
| Rang   | Sportart                   | Gold | Silber | Bronze | Gesamt |
| ------ | -------------------------- | ---- | ------ | ------ | ------ |
| 1      | Taekwondo                  | 1    | –      | 7      | 8      |
| 2      | Judo                       | –    | –      | 2      | 2      |
| 3      | Rhythmische Sportgymnastik | –    | –      | 1      | 1      |
| Gesamt | Gesamt                     | 1    | 0      | 10     | 11     |

### Medaillengewinner
| Name/n                                                                 | Sportart                   | Wettkampf                |
| ---------------------------------------------------------------------- | -------------------------- | ------------------------ |
| Gold                                                                   |                            |                          |
| Samirchon Ababakirow                                                   | Taekwondo                  | Kyorugi -63 kg           |
| Bronze                                                                 |                            |                          |
| Damir Schulenow                                                        | Taekwondo                  | Kyorugi -68 kg           |
| Batyrchan Toleugali                                                    | Taekwondo                  | Kyorugi -80 kg           |
| Nodira Achmedowa                                                       | Taekwondo                  | Kyorugi -49 kg           |
| Mariya Sevostyanova Nuray Khussainova Aisha Adilbekkyzy                | Taekwondo                  | Kyorugi Mannschaft       |
| Samirkhon Ababakirov Nazym Makhmutova Aidana Sundetbay Beibarys Kablan | Taekwondo                  | Kyorugi Mannschaft Mixed |
| Beibarys Kablan                                                        | Taekwondo                  | Kyorugi +87 kg           |
| Tamirlan Tleules                                                       | Taekwondo                  | Kyorugi -58 kg           |
| Aman Bakytzhan                                                         | Judo                       | Klasse bis 60 kg         |
| Nurkanat Serikbayev                                                    | Judo                       | Klasse bis 66 kg         |
| Aibota Yertaikyzy                                                      | Rhythmische Sportgymnastik | Einzel Band              |

## Teilnehmer nach Sportarten

### Badminton
| Männer - Makhsut Tajibullayev - Dmitri Panarin | Frauen - Dilyara Jumadilova - Aisha Zhumabek |

### Bogenschießen
| Männer - Ivan Bercha - Andrey Tyutyun - Yegor Polyakov - Dilmukhamet Mussa | Frauen - Aizhan Seidakhmetova - Roxana Yunussova - Elmira Raissova |

### Fechten
| Männer - Alexandr Fedotov - Kiril Pavlov - Nikita Zhulinskiy - Bexultan Abzhal - Kuanysh Ergashbay - Nurmukhammed Zhailybay | Frauen - Polina Ko - Adema Serikbay - Kaisha Zhanybek |

### Judo
| Männer - Bakzhan Baitas - Aman Bakytzhan - Nurkanat Serikbayev - Darkhan Koibagar - Azat Kumisbay - Aidar Arapov - Zhantilek Nurtilepuly | Frauen - Diana Burkeyeva - Kundyz Zhylkybay - Dina Mukhanbet - Samalay Yergaliyeva - Kristina Sotnikova - Akerke Ramazanova |

### Leichtathletik
| Männer - Maxim Frolowski - Selimchan Nassyrow | Frauen - Kristina Jermola - Alexandra Saljubowskaja - Jasmina Toxanbajewa - Alina Tschistjakowa - Kristina Owtschinnikowa - Jelisaweta Matwejewa - Anastassija Rypakowa |

### Rudern
| Männer - Bapan Askhanbek (Einer, Doppelzweier) - Yaroslav Melnikov (Zweier ohne Steuermann, Vierer ohne Steuermann) - Vladislav Galkin (Zweier ohne Steuermann, Vierer ohne Steuermann) - Timur Fomichyov (Vierer ohne Steuermann) - Ivan Chernukhin (Vierer ohne Steuermann) - Alexey Krasnovskiy (Doppelzweier Steuermann) | Frauen - Mariya Chernets (Einer, Doppelzweier) - Roza Kenges (Doppelzweier) |

### Schwimmen
Männer
- Rishat Zhumagulov
- Aibat Myrzamuratov
- Artur Mironov
- Gleb Kovalenya

### Taekwondo
| Männer - Aziret Duisenbek - Tamirlan Tleules - Samirkhon Ababakirov - Damir Shulenov - Maksat Orynbassar - Batyrkhan Toleugali - Beibarys Kablan | Frauen - Nodira Akhmedova - Aidana Sundetbay - Mariya Sevostyanova - Aisha Adilbekkyzy - Nuray Khussainova - Nazym Makhmutova |

### Tennis
| Männer - Ilijas Maratuly | Frauen - Jekaterina Dmitritschenko |

### Tischtennis
| Männer - Aidos Kenzhigulov | Frauen - Zauresh Akashevaa |

### Turnen

#### Gerätturnen
Männer
- Diyas Toishybek
- Assan Salimov
- Zeinolla Idrissov
- Dmitriy Patanin
- Altynkhan Temirbek

#### Rhythmische Sportgymnastik
Frauen
- Aibota Yertaikyzy